# ريكاردو إسباداس (شخصية كرتونية)
ريكاردو إسباداس، حارس وكابتن منتخب المكسيك في مسلسل كارتون أنمي كابتن ماجد.
عانى ريكاردو إسباداس كثيرًا في صغره، فقد كان فقيرًا للغاية. كان يعتبر كرة القدم أداء لرفع موقعك على الأرض، أي لرفع مستواك المعيشي، أما أنها صديق.. كم هذا مضحك. إن ريكادو إسدباداس شجاع. في الماضي، كان يحلم بأن يحصل على كرة ليعلب بها هو ورفقته إلا أن البائع كان يطرده دائما لأنه لا يملك مالا. وذات يوم، ذهب هو ورفاقه وسرقوا كرة وبعض الأشياء، إلا أن البائع يفاجئهم بثلاثة رجال لاحقا. هنا يقول ريكاردو إسباداس: إذا كنت تريد معاقبة أحد فعاقبني أنا، لا علاقة لأصدقائي. يتعارك ريكاردو مع الرجال الثلاثة، فيضرب هذا ويتصدى لذلك، لكنه لا يستطيع مقاومتهم خصوصًا أنه لا يزال طفلا. هنا يساعد أصدقاء ريكاردو، ريكاردو ويتعاركون مع الرجال.
لاحقا يتبرع أشخاص عرب (يابانيون) تابعون لمؤسسة خيرية في الوطن العربي (اليابان) بكرة قدم وأحذية وملابس مستعملة لريكاردو وأصدقائه. يحقد ريكاردو على الأغنياء كثيرًا. ريكادردو حارس بارع، ومهاجم خطير، يجيد باحتراف مناورة الآخرين والتسديد. وبالرغم من ذكائه، إلا أن أمير الملاعب مازن يقف له بالمرصاد في أول هجوم له، على المنتخب العربي، وذلك في السلسلة الثانية. عندما يلبس ريكاردو ملابس سوداء فإنه يركز على الدفاع، في حين عندما يلبس الملابس البيضاء فإنه يركز على الهجوم.
في مباراته مع المنتخب العربي، استطاع ريكاردو صد العديد من ضربات أعضاء المنتخب. يعد أول حارس استطاع إبعاد ضربة وحش البرق (مخلب النمر) عن مرماه. يتعجب ريكاردو من ماجد كثيرًا، فلماذا يقاتل بقوة من أجل تحقيق حلمه وهو من دولة «غنية» (مع العلم أن ماجد قد أصيب قبل المباراة). يخسر ريكاردو في مباراته مع المنتخب العربي، ويخسر كذلك ضد منتخب الأروجواي وذلك بسبب إصابته إضافة إلى قوة هدير.